# نوکرکس‌ها
نوکرکس‌ها یا کوچک‌کرکس‌نما (نام علمی: Neophrontops) نام یک سرده از تیره عقابیان است.